# Saint-Bonnot
Saint-Bonnot är en kommun i departementet Nièvre i regionen Bourgogne-Franche-Comté i de centrala delarna av Frankrike. Kommunen ligger i kantonen Prémery som tillhör arrondissementet Cosne-Cours-sur-Loire. År 2022 hade Saint-Bonnot 149 invånare.

## Befolkningsutveckling
Antalet invånare i kommunen Saint-Bonnot
| Referens: INSEE |